# خالد طافش
خالد إبراهيم طافش ذويب سياسي فلسطيني وأحد اعضاء حركة حماس وعضو في المجلس التشريعي الفلسطيني الثاني عن محافظة بيت لحم.  اعتقلته إسرائيل عام 2012.   وتم اعتقاله مرة أخرى في عام 2020. 